# Capacidad vital

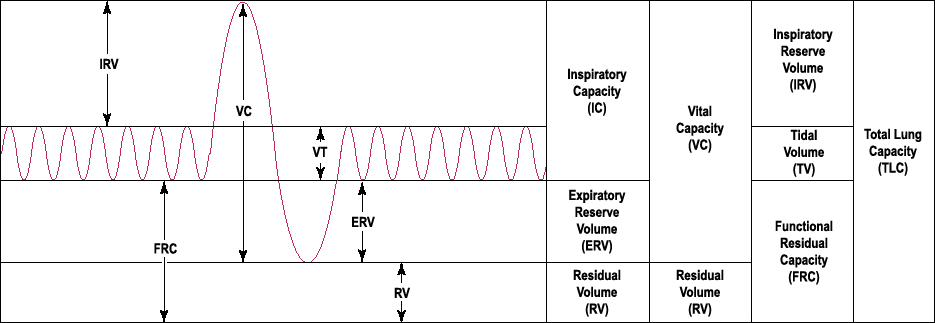
Gráfica de la medición de la capacidad vital con un espirómetro digitalizado.

La capacidad vital es la cantidad máxima de aire que una persona puede expulsar de los pulmones tras una inhalación máxima. Disminuye con el envejecimiento por la disminución de la elasticidad de los pulmones y de la caja torácica. Puede ser de 4-5 litros en hombres jóvenes sanos y de 3-4 litros en mujeres jóvenes sanas. Valores de 6-7 litros no son infrecuentes en sujetos de elevada estatura y de 7-8 litros en atletas de resistencia aeróbica de alto nivel. Estas grandes medidas se deben a sus características físicas y a su genética. En la espirometría, la capacidad vital es igual al volumen de reserva inspiratoria más el volumen corriente más el volumen de reserva espiratorio.

## Rango
La unidad que se utiliza para determinar la capacidad vital es el mililitro. Un adulto normal tiene una capacidad vital entre 3 y 5 litros. Después de la edad de 60 años la capacidad vital disminuye aproximadamente 250 ml cada diez años.

## Enfermedades que la alteran
La capacidad vital de un individuo disminuye con enfermedades restrictivas del pulmón como las neumonitis y la sarcoidosis o aquellas que son consecuencia de otras enfermedades como la artritis reumatoidea, la miastenia grave y el síndrome de Guillain-Barré. En conjunto con la capacidad de difusión del monóxido de carbono (una prueba de valoración de la membrana alveolo-capilar) sirve para monitorizar el curso y la respuesta al tratamiento de un paciente con enfermedad restrictiva pulmonar.